# Sámfalva
Sámfalva (németül: Hannersdorf, horvátul: Šampovar) község Ausztriában Burgenland tartományban a Felsőőri járásban.

## Fekvése
Felsőőrtől 15 km-re délkeletre a Szabár-pataknak a Tankába ömlésénél fekszik.
A kataszteri közösségek Pinkaóvár, Hannersdorf és Várújfalu.

## Nevének eredete
Neve a Sámuel személynév rövidített Sám alakjából származik. Német neve is személynévi eredetű, a Heinrichsdorf névből alakult ki.

## Története
A község területe már a magyar honfoglalás előtt vaslelőhely volt, ahonnan barnavasércet bányásztak. Sámfalvát először 1406-ban említi oklevél "Samfolua" alakban. 1475-ben "Sanfalwa" néven említik. Temploma már a 13. században is állt, melyet a Kisboldogasszony tiszteletére szenteltek. A 15. században gótikus stílusban építették át. Plébániája 1525-ben már létezett. A falut 1532-ben a török elpusztította, utána horvátokkal telepítették be. A reformáció hatására lakói 1580 körül az evangélikus hitre tértek át. Evangélikus lelkészét 1601-ben említik először. Batthyány Ádám az áttérése után 1634 ezt a gyülekezetet is visszatérítette, de az 1647. évi országgyűlés a 90 templom között Sámfalváét is visszarendelte az evangélikus egyháznak. Ebből az időből, 1649-ből és 1654-ből  való az evangélikus Rindtsmaul család két sírköve a templomban. A büki zsinaton 1661-ben  Sámfalva azt kérte, hogy évenként minden hónapban horvát prédikáció is legyen náluk. De a kerület úgy határozott, hogy ez eddig sem volt szokásban, ezután se legyen.
Vályi András szerint " SÁMFALVA. Hannersdorf. Német falu Vas Várm. földes Ura Gróf Batthyáni Uraság, lakosai katolikusok, fekszik Rohontzhoz 11/2 mértföldnyire; határja közép termésű."
Fényes Elek szerint " Sámfalva (Hauersdorf), német f., Vas vmegyében: 342 kath., 230 ágosati lak., kath. paroch. szentegyházzal. A rohonczi urad. tartozik. Ut. p. Kőszeg."
Vas vármegye monográfiája szerint " Sámfalva régi község 121 házzal és 149 németajkú lakossal. Vallásuk r. kath. és ág. ev. A szombathely-pinkafői vasútvonal mellett fekszik és annak egyik megállóhelye. Posta és távíró helyben van. A Szabár patak itt ömlik a Tankába. A község határában egy kőbánya és több mészégető van."
A község fejlődésén 1888-ban sokat lendített a szombathely-pinkafői vasútvonal megépülése, melyhez innen szállították az aprókavicsot. 1911-ben iparvasút épült a kőbányától a vasútállomásig, mely megkönnyítette a vasúti szállítást. A 20. század elején sok lakóija vándorolt ki a tengerentúlra.

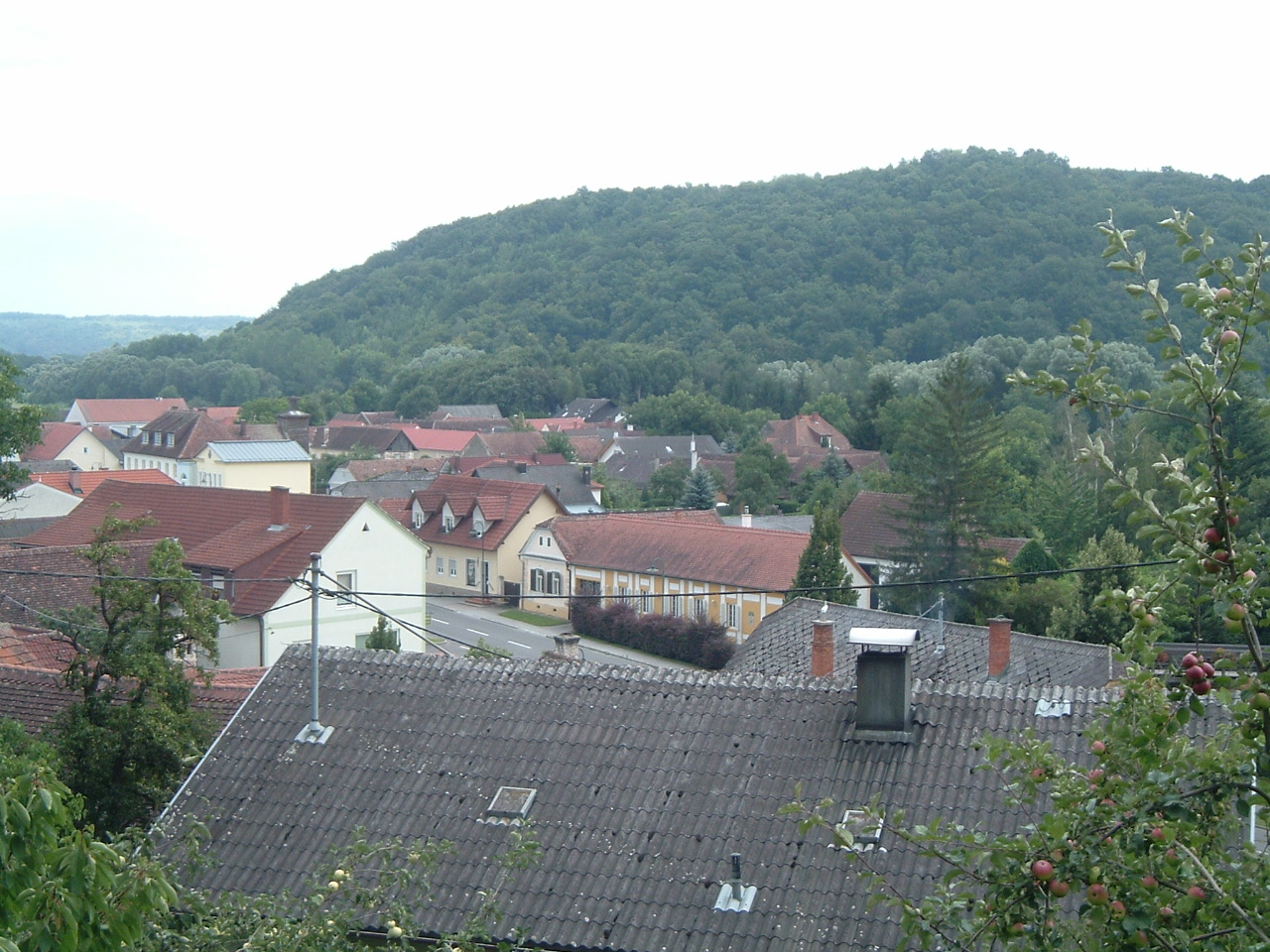
Sámfalva látképe a Kirchriegelről.

1910-ben 1573 lakosából 1525 német, 38 magyar, 8 horvát, 2 egyéb nemzetiségű volt. A trianoni békeszerződésig Vas vármegye Felsőőri járásához tartozott. 1921-ben Ausztria Burgenland tartományának része lett.
1953-ban felépült a községháza, mellette a csendőrőrs, a posta és a tűzoltó szerház. Az 50-es években a főutca felújítása és csatornázása készült el. 1961-ben megépült a vízvezeték hálózat, melyet 1992-ben bővítettek. 1971-ben közigazgatásilag hozzácsatolták a szomszédos Pinkaóvár és Várújfalu településeket. Az új tűzoltó szerházat 1996-ban avatták fel.

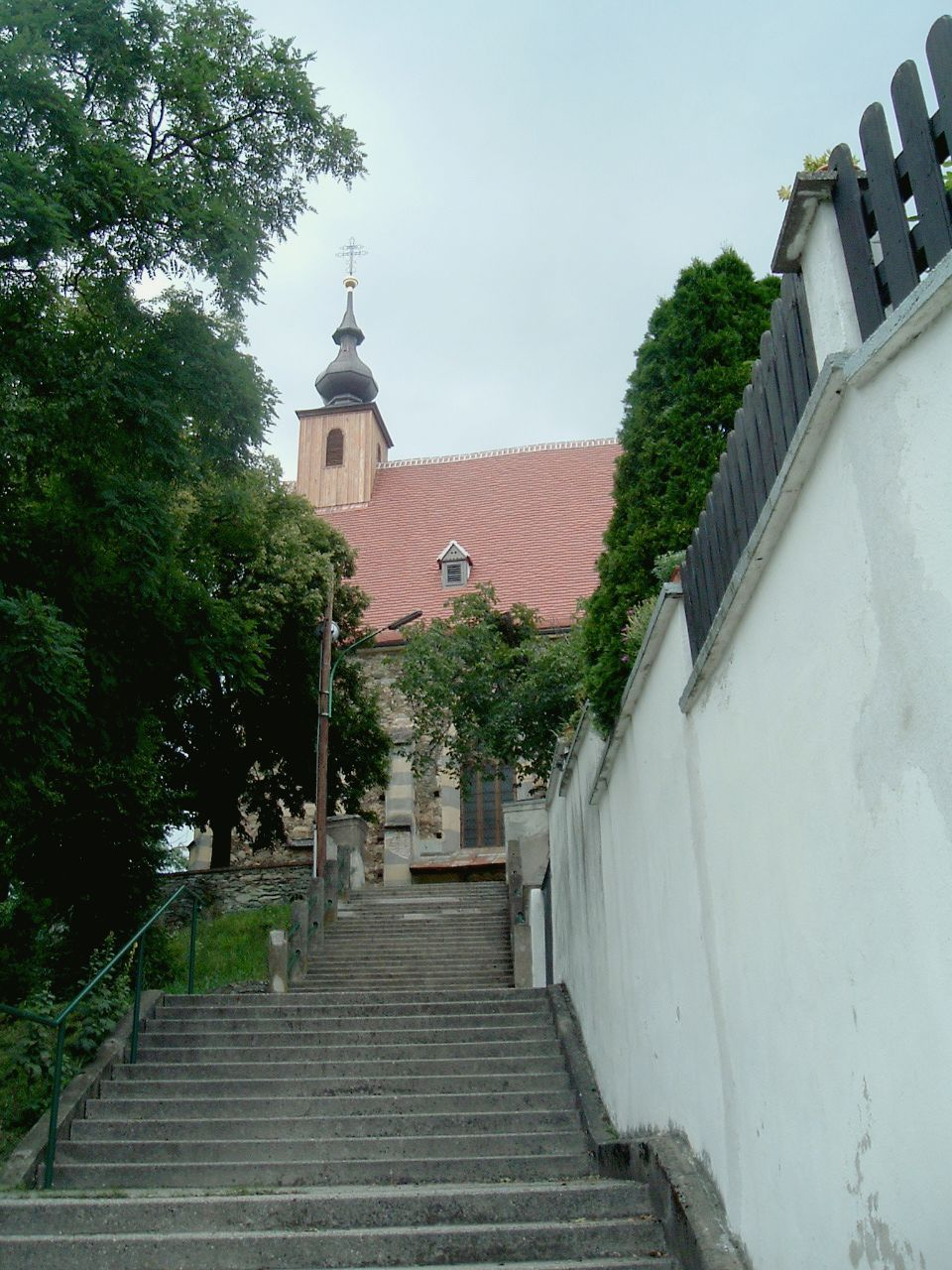
Sámfalva - templom

2001-ben 848 lakosa volt, ebből 815 német, 6 horvát, 5 magyar 22 egyéb nemzetiségű.

## Nevezetességei
- A Kisboldogasszony tiszteletére szentelt, védőfalakkal övezett  római katolikus plébániatemploma a 13. században épült a Kirchriegelen. A 15. században gótikus stílusban építették át, ebből a korból származnak falfestményei is. A szentély bordái, gerincei, az ablakok béllelete és szárai s az ajtó foglalatai égetett agyagból  valók. A 16. században bővítették, 1715-ben és 1765-ben barokk stílusban átépítették, majd 1893-ban visszakapta gótikus formáját. A templom északi falában egy feltehetően a pinkaóvári várból származó márvány oroszlán szobortöredék van befalazva.
- Evangélikus temploma.
- Első világháborús emlékműve 1927-ben épült.
- Határában kőbánya van.

## Külső hivatkozások
- Hivatalos oldal
- Sámfalva a dél-burgenlandi települések honlapján
- Magyar katolikus lexikon
- Sámfalva megszűnt vasúti megállóhelye
- Payr Sándor: A Dunántúli Evangélikus Egyházkerület története
- Sámfalva az Osztrák Statisztikai Hivatal honlapján
- Az SV Hannersdorf sportklub honlapja